# Islam Gamal
Islam Gamal (tiếng Ả Rập: إسلام جمال) là một cầu thủ bóng đá người Ai Cập hiện tại thi đấu cho Zamalek.

## Sự nghiệp quốc tế
Gamal được triệu tập vào Ai Cập lần đầu tiên năm 2016 trong trận giao hữu trước Guinée.

## Danh hiệu

### Câu lạc bộ
Zamalek SC
- Giải bóng đá ngoại hạng Ai Cập: 2014–2015
- Cúp bóng đá Ai Cập (3): 2015, 2016, 2018
- Siêu cúp bóng đá Ai Cập: 2016